# 稲荷神社 (調布市柴崎)
稲荷神社（いなりじんじゃ）は、東京都調布市の神社。

## 歴史
創建年代は不明である。ただ後北条氏の時代に1町歩の土地が寄進されたという記録から、戦国時代には既に存在していたものと推測される。
現在は「稲荷神社」であるが、かつては「天満宮山王稲荷合社」と呼ばれており、今も倉稲魂命の他に相殿として大山咋命と菅原大神を祀っている。
昭和30年代まで、当社では高く盛った飯を食べる「大喰講」と呼ばれる神事が行われていた。現在は途絶えている。

## 交通アクセス
- つつじヶ丘駅より徒歩16分。